# Олга Врабич
Олга Врабич (Хемаргор, 26. март 1916 — Цеље, 27. јул 2001) била је учесница Народноослободилачког рата и друштвено-политичка радница Социјалистичке Републике Словеније.

## Биографија
Фармацеутски факултет у Загребу завршила је 1939. године, а члан КПЈ постала је 1936. године. На почетку окупације Југославије, 1941. године била је са великим бројем Словенаца исељена у Србију, где је од 1942. године учествовала у Народноослободилачком покрету (НОП). У рату је била политички комесар чете, политички радник у Среском комитету КПЈ за Младеновац и заменик политичког комесара Космајског партизанског одреда.
После рата била је секретар Градског комитета КП Словеније за Цеље, а потом је била на раду у Централном комитету КП Словеније и у Централном комитету КП Југославије. Била је члан Извршног већа НР Словеније, секретар Централног већа Савеза синдиката Југославије, члан ЦК СК Словеније и члан ЦК СКЈ. За члана ЦК СКЈ била је бирана на Седмом и Осмом конгресу СКЈ. Имала је чин резервног капетана прве класе ЈНА.
Одликована је Орденом југословенске заставе са лентом и Орденом заслуга за народ са златном звездом.